# 冯君木

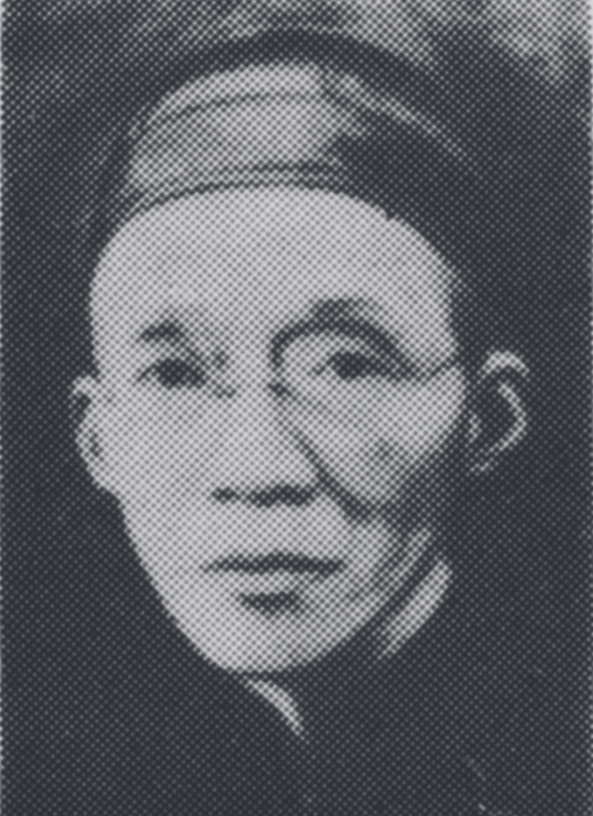
馮幵

冯君木（1873年—1931年），原名冯鸿墀，又名冯幵，字阶青，又字君木，号木公，以字行，生于浙江省宁波府慈谿县慈城镇（今属宁波市江北区），清末民初国学家、教育家、海派代表诗人。

## 生平
因出生时手掌掌纹如“幵”字，又名冯幵。生于浙江省宁波府慈谿县慈城镇。清末考中乡试秀才，礼部选贡生朝考列二等，原本应外放任地方官，吏部问其意愿，冯答愿教书，故外任浙江丽水县儒学训导，后升任宣平县儒学教谕。不久便称病回乡，与陈训正（陈布雷兄）等创办“刹社”、“国学社”教授学生。后任宁波浙江省立第四师范（后为宁波师范学院，再并入今宁波大学）、宁波效实中学国文教师。1923年，任上海修能学社社长，病逝上海。
生前在沪上与赵叔孺、吴昌硕、羅振玉、康有為等诸家相唱和，交谊甚密。与陈训正、应启墀、洪允祥并称晚清“慈城四才子”。书斋名“回风堂”，为海上一时文人荟萃之所，故时人称其“回风先生”，其国学弟子众多，皆自称“回风堂弟子”。

## 家庭
生于慈城冯氏，娶俞氏为妻，家族中名人众多：
- 族侄冯孟颛，清末民国大藏书家、目录学家、收藏家[3]。
- 族侄冯定，哲学家、社科院院士，曾任北大副校长兼哲学系主任。
- 长子冯都良，民国著名报人，《商报》、《申报》主笔[1]。
- 次子冯宾符，出版家，前世界知识出版社社长、总编辑，人民日报社副总编辑[1]。
- 女儿冯贞俞，嫁金融家兼海派篆刻书法家魏友棐，生子魏永征为香港著名法学家[需要較佳来源]。

## 弟子
著名的有“回风堂弟子”十弟子：
1. 王个簃：海派书画大家。
2. 吴泽：海派书法篆刻家。
3. 陈布雷：国民党文宣要人，蒋介石“文胆”。
4. 沙孟海：近当代书坛泰斗，曾作《冯君木先生行状》纪念其师。
5. 秦康祥：海派篆刻家、大收藏家，大收藏家秦秉年之父。
6. 陈寥士：海派诗人。
7. 葛旸：浙东书法家。
8. 徐韬：民国政府官僚，历仕北洋、南京政府，香港著名作家徐訏之父。
9. 童第德：北派书法家，生物学大师童第周二哥。
10. 陈秋阳：台湾书法家。

而其中吴泽（公阜）、沙孟海、葛旸（夷之）又并称「馮門三大弟子」。

## 遗迹遗物
- 今浙江省宁波市江北区慈城镇冯君木故居[需要較佳来源]和“回风堂”[2][5]。
- 今存文物《冯幵墓志铭》拓本

## 代表著作
- 《回凤堂文》
- 《回风堂词》

后世有弟子合编作《回凤堂诗文集》